# مگومی فوجی
مگومی فوجی (به ژاپنی: 藤井 恵 ، زادهٔ ۲۶ آوریل ۱۹۷۴) رزمی‌کار حرفه‌ای سابق ام‌ام‌ای و کشتی‌ تسلیمی ژاپنی است. فوجی به عنوان پیشگام در زمینه هنرهای رزمی ترکیبی زنان در شناخته می‌شود.

## ارجاع به بیرون
- ویکی‌پدیای انگلیسی؛ Megumi Fujii